# 依岡左京進
依岡左京進（日语：／ Yorioka Sakyōnojō，？—1587年1月20日），日本戰國時代與安土桃山時代的武將。土佐一条氏、長宗我部氏的家臣。伊與野城主。

## 略歷
原為土佐一条氏的家臣，天正元年（1573年）9月一条兼定被強迫隱居，對於掌握實權的一条三家老羽生道成、為松若狭守、安並和泉守的横徵暴斂不滿，與加久見左衛門、大塚八木右衛門、江口玄蕃、橋本和泉等人合謀舉兵襲擊中村，並討伐一条氏的老臣。之後長宗我部元親趁勢佔領中村。依岡改仕於長宗我部元親，獲封五百町領地。後移封自添川（現幡多郡大月町添ノ川）開始，至伊與野（現宿毛市小筑紫町伊與野）、奥内及其南、南西、三原鄉内等區域的領地。
天正9年（1581年），從征伊予國三瀧城，並攻滅北之川親安。天正10年（1582年），受元親命令秘密前往京都探索情勢，本能寺之變時，以書簡向元親報告京都情勢，並做好進軍京都的準備。天正13年（1585年），與元親一同晉見豐臣秀吉。同年7月，秀吉進行四國征伐時，在長宗我部信親麾下勇敢作戰。和睦談判中，向秀吉進言討伐紀州根來寺的僧兵。
天正14年十二月十二日（1587年1月20日），於秀吉的九州平定中，參與豐後戶次川之戰，與長宗我部信親率領土佐七百兵士與島津義久的二萬五千兵對戰而戰死。